# One Thousand Miles an Hour
One Thousand Miles an Hour è un cortometraggio muto del 1917 diretto da Louis Chaudet.

## Produzione
Il film fu prodotto dalla Nestor Film Company.

## Distribuzione
Il copyright del film - un cortometraggio in una bobina - venne registrato il 26 dicembre 1916. Distribuito dall'Universal Film Manufacturing Company, il cortometraggio uscì nelle sale cinematografiche USA l'8 gennaio 1917.